# Clasificación académica de universidades hispanoamericanas
Clasificación académica de universidades o ranking académico de universidades, son las listas ordenadas que clasifican y ordenan a las universidades e instituciones de educación superior e investigación, de acuerdo a una rigurosa metodología científica de tipo bibliométrico que incluye criterios objetivos cuantificables y reproducibles, por ello el nombre de "académica".

## Clasificaciones académicas
Estos son algunos de los ejemplos más conocidos de clasificaciones basadas mayoritariamente en criterios objetivos y realizadas por entidades reconocidas internacionalmente.

### Universidades iberoamericanas en la clasificación de CWUR
El "Center for World University Rankings" (CWUR) publica el único ranking universitario mundial que mide la calidad de la educación y la capacitación de los estudiantes, así como el prestigio de los miembros de la universidad y la calidad de su investigación sin depender de encuestas y presentaciones de datos universitarios.
| Universidad                               | 2016    | 2017    | 2018    | 2019      | 2020     |
| ----------------------------------------- | ------- | ------- | ------- | --------- | -------- |
| Universidad Nacional Autónoma de México   | 3 (341) | 3 (341) | —       | 1 (262)   | 1 (284)  |
| Universidad de Buenos Aires               | 1 (372) | 1 (382) | 1 (293) | 2 (344)   | 2 (354)  |
| Pontificia Universidad Católica de Chile  | 2 (381) | 2 (345) | 2 (325) | 3 (368)   | 3 (372)  |
| Universidad de Chile                      | —       | —       | 3 (384) | 4 (418)   | 4 (442)  |
| Universidad Nacional de La Plata          | —       | —       | —       | 5 (596)   | 5 (619)  |
| Instituto Politécnico Nacional            | —       | —       | —       | 6 (641)   | 6 (635)  |
| Universidad de los Andes                  | —       | —       | —       | 7 (781)   | 7 (747)  |
| Universidad Nacional de Colombia          | —       | —       | —       | 9 (801)   | 8 (816)  |
| Universidad de Concepción                 | —       | —       | —       | 8 (794)   | 9 (824)  |
| Universidad Técnica Federico Santa María  | —       | —       | —       | 12 (890)  | 10 (844) |
| Benemérita Universidad Autónoma de Puebla | —       | —       | —       | 13 (919)  | 11 (864) |
| Universidad de la República               | —       | —       | —       | 10 (837)  | 12 (913) |
| Universidad Nacional de Córdoba           | —       | —       | —       | 11 (854)  | 13 (915) |
| Universidad Autónoma de San Luis Potosí   | —       | —       | —       | 15 (1026) | 14 (960) |

### Universidades hispanoamericanas en la clasificación deThe Times
El diario británico The Times publica un suplemento propio llamado "Higher Education Supplement" (THES) que es una clasificación académica con una metodología objetiva y con las siguientes valoraciones: 60% a la "calidad de la investigación", 10% a la capacidad de que un graduado obtenga empleo, 10% a la "presencia internacional" y 20% al cociente estudiantes/académicos. 
La metodología se explica con mayor detalle aquí (en Inglés).
| Universidad                              | 2012         | 2013         | 2014         | 2015         | 2016 | 2017 | 2018 | 2019 | 2020         | 2021          |
| ---------------------------------------- | ------------ | ------------ | ------------ | ------------ | ---- | ---- | ---- | ---- | ------------ | ------------- |
| Universidad del Desarrollo               | —            | —            | —            | —            | —    | —    | —    | —    | 01 (401-500) | 01 (401-500)  |
| Universidad Diego Portales               | —            | —            | —            | —            | —    | —    | —    | —    | 02 (401-500) | 02 (401-500)  |
| Pontificia Universidad Javeriana         | —            | —            | —            | —            | —    | —    | —    | —    | 03 (401-500) | 03 (401-500)  |
| Universidad Autónoma de Chile            | —            | —            | —            | —            | —    | —    | —    | —    | 04 (501-600) | 04 (501-600)  |
| Universidad de Costa Rica                | —            | —            | —            | —            | —    | —    | —    | —    | 08 (601-800) | 05 (501-600)  |
| Universidad Peruana Cayetano Heredia     | —            | —            | —            | —            | —    | —    | —    | —    | 05 (501-600) | 06 (501-600)  |
| Pontificia Universidad Católica de Chile | 01 (350-400) | —            | —            | —            | —    | —    | —    | —    | 06 (501-600) | 07 (501-600)  |
| Universidad de Antofagasta               | —            | —            | —            | —            | —    | —    | —    | —    | —            | 08 (601–800)  |
| Universidad Autónoma Metropolitana       | —            | —            | —            | —            | —    | —    | —    | —    | 07 (501–600) | 09 (601–800)  |
| Universidad de los Andes                 | —            | 02 (351-400) | 01 (251-275) | 02 (251-275) | —    | —    | —    | —    | 09 (601–800) | 10 (801–1000) |

### Universidades iberoamericanas en la clasificación de CWTS Leiden
El Ranking CWTS Leiden es un ranking anual de universidades a nivel mundial basado exclusivamente en indicadores bibliométricos. Las clasificaciones son compiladas por el Centro de Estudios de Ciencia y Tecnología (en holandés: Centrum voor Wetenschap en Technologische Studies, CWTS) de la Universidad de Leiden en los Países Bajos. La base de datos bibliográfica de Thomson Reuters, Web of Science, se usa como fuente de publicación y cita de datos.
El Ranking de Leiden clasifica a las universidades de todo el mundo por número de publicaciones académicas de acuerdo con el volumen y el impacto de citas de las publicaciones en esas instituciones. Las clasificaciones toman en cuenta las diferencias de idioma, disciplina y tamaño institucional. Se publican múltiples listas de clasificación de acuerdo con varios indicadores bibliométricos de normalización e impacto, que incluyen el número de publicaciones, citas por publicación y el impacto normalizado de campo por publicación. Además del impacto de las citas, el Ranking Leiding también clasifica a las universidades por colaboración científica, incluida la colaboración con otras instituciones y la colaboración con un socio de la industria.
| Universidad                             | 2016    | 2017    | 2018    | 2019    |
| --------------------------------------- | ------- | ------- | ------- | ------- |
| Universidad Nacional Autónoma de México | 1 (114) | 1 (115) | 1 (112) | 1 (108) |
| Universidad de Buenos Aires             | 2 (281) | 2 (314) | 2 (342) | 2 (356) |

### Universidades hispanoamericanas en la clasificación de la Universidad Nacional de Taiwán
La «Clasificación del Desempeño de las Publicaciones Científicas para las Universidades del Mundo» es realizado por el Consejo de Evaluación de la Enseñanza Superior y Acreditación de Taiwán o HEEACT por sus siglas en inglés. Este proyecto es realizado por el profesor Mu-hsuan Huang en la Universidad Nacional de Taiwán. Se emplean métodos bibliométricos para analizar y clasificar el desempeño de las publicaciones científicas de las mejores 500 universidades del mundo; también, clasifica a las 300 mejores universidades del mundo de acuerdo a seis campos diferentes de estudio. Este sistema de clasificación se diseñó para universidades dedicadas a la investigación. Los indicadores predictivos utilizados en este sistema de clasificación mide el desempeño en investigación a largo y a corto plazo para cada una de las universidades estudiadas.
Este ranking emplea datos cuantitativos sacados del Science Citation Index (SCI) y del Social Sciences Citation Index (SSCI) para evaluar y clasificar el desempeño de las publicaciones científicas de las mejores 500 universidades de todo el mundo y las mejores 300 universidades del mundo de acuerdo a 6 campos del conocimiento. A diferencia de la Clasificación Mundial de Universidades QS del Times Higher Education Supplement, la cual se enfoca en la clasificación de universidades y la Clasificación Académica de Universidades del Mundo de la Universidad de Shanghái Jiao Tong que se enfoca en clasificación académica; Este proyecto se enfoca en la clasificación del desempeño de las publicaciones científicas. El énfasis en el desempeño de las investigaciones que se llevan a cabo actualmente hace que los indicadores sean más justos que otros indicadores tradicionales que tienden a favorecer a universidades más antiguas o a aquellas que se encuentran en países desarrollados. Por lo general, los indicadores que se utilizan en esta clasificación tienen al menos tres características de las siguientes:
1. Se hace énfasis en la calidad de la investigación - los indicadores valoran la calidad de la investigación (impacto de la investigación y excelencia de la investigación) sumando un 80% de la puntuación del desempeño.
2. Neutraliza sesgos causados por el tamaño de la Universidad o tamaños del cuerpo docente.
3. Toma en cuenta el desempeño en investigación a corto plazo (constituye el 55% de la puntuación), así se asegura una comparación más objetiva entre universidades de diferente antigüedad.

| Universidad                             | 2016    | 2017    | 2018    | 2019    |
| --------------------------------------- | ------- | ------- | ------- | ------- |
| Universidad Nacional Autónoma de México | 1 (241) | 1 (240) | 1 (218) | 1 (237) |
| Universidad de Buenos Aires             | 2 (332) | 2 (357) | 2 (377) | 2 (374) |

### Universidades hispanoamericanas en la clasificación de la Universidad Jiao Tong de Shanghái
Es una de las clasificaciones más conocidas mundialmente, se trata de un listado recopilado por un grupo de especialistas en bibliometría de la Universidad Jiao Tong de Shanghái en China. Este listado incluye las mayores instituciones de educación superior del mundo y están ordenadas de acuerdo a una fórmula que toma en cuenta: el número de galardonados con el Premio Nobel o la Medalla Fields ya sea retirados de la universidad (10%) o activos en la misma (20%), el número de investigadores altamente citados en 21 temas generales (20%), número de artículos publicados en las revista científicas Science y Nature (20%), el número de trabajos académicos registrados en los índices del Science Citation Index y el Social Science Citation Index (20%) y por último el "desempeño per capita", es decir, la puntuación de todos los indicadores anteriores dividida entre el número de académicos de tiempo completo (10%).
| Universidad                             | 2012        | 2013        | 2014        | 2015        | 2016        | 2017        | 2018        | 2019        | 2020        |
| --------------------------------------- | ----------- | ----------- | ----------- | ----------- | ----------- | ----------- | ----------- | ----------- | ----------- |
| Universidad Nacional Autónoma de México | 1 (151-200) | 1 (151-200) | 2 (201-300) | 2 (201-300) | 1 (151-200) | 1 (201-300) | 1 (201-300) | 1 (201-300) | 1 (201-300) |
| Universidad de Buenos Aires             | 2 (151-200) | 2 (151-200) | 1 (151-200) | 1 (151-200) | 2 (151-200) | 2 (201-300) | 2 (201-300) | 2 (201-300) | 1 (201-300) |
| Universidad de Chile                    | —           | —           | —           | 3 (301-400) | 3 (301-400) | 3 (301-400) | 3 (301-400) | —           | —           |

### Universidades hispanoamericanas en la clasificación Webométrica del CSIC
Esta clasificación la produce el Centro de Información y Documentación (CINDOC) del Consejo Superior de Investigaciones Científicas (CSIC) de España. El CINDOC actúa como un observatorio de ciencia y tecnología disponible en la internet. La clasificación se construye a partir de una base de datos que incluye alrededor de 11,000 universidades y más de 5,000 centros de investigación. La clasificación muestra a las 3,000 instituciones mejor colocadas. La metodología bibliométrica toma en cuenta el volumen de contenidos publicados en la web, así como la visibilidad e impacto de estos contenidos de acuerdo a los enlaces externos que apuntan hacia sus sitios web. Esta metodología está basada en el llamado "Factor-G" que evalúa objetivamente la importancia de la institución dentro de la red social de sitios de universidades en el mundo
| Universidad                             | Julio 2016 | Julio 2017 | Julio 2018 | Julio 2019 |
| --------------------------------------- | ---------- | ---------- | ---------- | ---------- |
| Universidad Nacional Autónoma de México | 1 (80)     | 1 (141)    | 1 (121)    | 1 (141)    |
| Universidad de Chile                    | 2 (276)    | 2 (371)    | 2 (322)    | 2 (323)    |
| Universidad de Buenos Aires             | 3 (314)    | 3 (394)    | 3 (376)    | 3 (372)    |

### Universidades hispanoamericanas en la clasificación URAP
El «University Ranking by Academic Performance» (URAP) es una clasificación mundial elaborada y publicada en Internet desde el año 2010 por la Universidad Técnica de Medio Oriente de Turquía. La clasificación muestra a las 2000 universidades mejor colocadas. La metodología toma en cuenta el número de artículos publicados en revistas científicas, el número total de citas recibidas por los artículos publicados, el recuento de documentos que cubre toda la literatura académica, el impacto científico de las revistas en las cuales la universidad ha publicado artículos, y el número total de publicaciones realizadas en colaboración con universidades extranjeras.
| Universidad                              | 2019    |
| ---------------------------------------- | ------- |
| Universidad Nacional Autónoma de México  | 1 (188) |
| Universidad de Buenos Aires              | 2 (331) |
| Universidad de Chile                     | 3 (361) |
| Pontificia Universidad Católica de Chile | 4 (372) |

### Universidades hispanoamericanas en la clasificación SCImago
SCImago Institutions Rankings, ha publicado su ranking internacional de instituciones de investigación a nivel mundial desde 2009, denominado SIR World Report. El SIR World Report es un trabajo del Grupo de Investigación SCImago, una organización de investigación con sede en España consistente en miembros del Consejo Superior de Investigaciones Científicas (CSIC), la Universidad de Granada, la Universidad Carlos III de Madrid, la Universidad de Alcalá, la Universidad de Extremadura y otras instituciones educativas en España. Este ranking mide áreas como resultados de la investigación, colaboración internacional, impacto y tasa de publicaciones.
| Universidad                             | 2016    | 2017    | 2018    | 2019    |
| --------------------------------------- | ------- | ------- | ------- | ------- |
| Universidad Nacional Autónoma de México | 1 (313) | 1 (272) | 1 (313) | 1 (254) |

## Clasificaciones parcialmente académicas
Estas clasificaciones son generalmente productos de apreciaciones subjetivas. No están basados obligatoriamente en métodos bibliométricos o científicos claros y reflejan muchas veces los promedios de las opiniones de encuestados que pueden ser individuos no necesariamente con títulos académicos o con conocimiento del conjunto de las universidades del mundo. Muchas veces estos estudios son publicados por encargo de las propias universidades con el objetivo de realizar publicidad en las épocas de los registros a las universidades Uno de los más conocidos de estos estudios es el "U.S. News & World Report College and University rankings" el cual ha recibido todo tipo de críticas por ser subjetivo y predecible. En la voz del San Francisco Chronicle, "la mejor universidad estadounidense de acuerdo a este tipo de estudios es la más rica". Estos estudios también han sido criticados por una plétora de instituciones entre las que destacan la Universidad de Stanford, el New York Times, etcétera. En México, la tradición de publicar este tipo de suplementos en la prensa, basados en encuestas de opinión subjetivas, potencialmente manipulables y sin metodología bibliométrica lo ha iniciado el Diario Reforma y Selecciones del Reader's Digest, cuyas listas claramente divergen de las que se hacen a nivel mundial basadas en criterios científicos. Este tipo de listas clasificatorias son comparables, en metodología, a cualquier otra encuesta abierta al público en general.

### Universidades hispanoamericanas en la clasificación QS World University Ranking
La Clasificación mundial de universidades QS (en inglés, QS World University Rankings) es una ordenación anual de 800 universidades del mundo dispuestas con un criterio de jerarquía. Publicada por Quacquarelli Symonds, quiere ser una clasificación sectorial, regional y a la vez, global. QS publica una clasificación regional, por ejemplo el QS Asian University Ranking o el QS Latin American University Ranking, que son estudios independientes y llegan a conclusiones diferentes de las aportadas por la clasificación mundial global, gracias a los métodos empleados y a los criterios utilizados.
| Universidad                                                 | 2017      | 2018      | 2019      | 2020      |
| ----------------------------------------------------------- | --------- | --------- | --------- | --------- |
| Universidad de Buenos Aires                                 | 01 (85=)  | 01 (75)   | 01 (73)   | 01 (74)   |
| Universidad Nacional Autónoma de México                     | 02 (128)  | 02 (122=) | 02 (113)  | 02 (103)  |
| Pontificia Universidad Católica de Chile                    | 03 (147)  | 03 (137=) | 03 (132=) | 03 (127)  |
| Instituto Tecnológico y de Estudios Superiores de Monterrey | 05 (206=) | 04 (199)  | 04 (178)  | 04 (158)  |
| Universidad de Chile                                        | 04 (200)  | 05 (201)  | 05 (208=) | 05 (189=) |
| Universidad de los Andes                                    | 07 (272=) | 07 (256=) | 06 (272=) | 06 (234=) |
| Universidad Nacional de Colombia                            | 06 (269)  | 06 (254=) | 07 (275=) | 07 (253=) |
| Pontificia Universidad Católica Argentina                   | 09 (310=) | 10 (364=) | 09 (369=) | 08 (344=) |
| Universidad de Palermo                                      | —         | —         | —         | 08 (383=) |
| Universidad Austral                                         | 08 (308=) | 08 (331=) | 08 (367=) | 09 (400=) |
| Universidad de Belgrano                                     | 10 (352=) | 09 (337)  | 10 (384=) | —         |

### Clasificación de U.S. News & World Report
El Best Global Universities es un ranking realizado en los Estados Unidos por U.S. News & World Report. Toma en cuenta la importancia de las investigaciones llevadas a cabo por la institución en cuestión, su reputación tanto regional como mundial, el número de doctorandos premiados y la colaboración con otros organismos.
| Universidad                              | 2019    |
| ---------------------------------------- | ------- |
| Pontificia Universidad Católica de Chile | 1 (290) |
| Universidad de Buenos Aires              | 2 (374) |
| Universidad Nacional Autónoma de México  | 3 (382) |
| Universidad de Chile                     | 4 (385) |